# Maureilhan
Maureilhan – miejscowość i gmina we Francji, w regionie Oksytania, w departamencie Hérault.
Według danych na rok 1990 gminę zamieszkiwały 1412 osoby, a gęstość zaludnienia wynosiła 134 osoby/km² (wśród 1545 gmin Langwedocji-Roussillon Maureilhan plasuje się na 264. miejscu pod względem liczby ludności, natomiast pod względem powierzchni na miejscu 724.).